# Kimhyŏnggwŏn-gun
Kimhyŏnggwŏn-gun (koreanska: 김형권군) är en kommun i Nordkorea.   Den ligger i provinsen Yanggang-do, i den nordöstra delen av landet, 280 km nordost om huvudstaden Pyongyang.